# Mampong
Mampong est une ville du Ghana. Cette ville est l'une des 261 villes métropolitaine du Ghana. Mampong est une ville Ashanti qui accueille d'autres ethnies de l'Afrique de l'ouest,.

## Personnages célèbres
À Mampong sont nés :
- Gerald Asamoah (né en 1978), footballeur
- Yaa Gyasi (née en 1989), romancière